# Le Canadien (journal)
Pour les articles homonymes, voir Canadien.
Le Canadien est l'un des journaux canadiens-français les plus influents du XIXe siècle.  Le Canadien informait les Canadiens français sur leurs droits constitutionnels, promouvait leurs objectifs politiques à l’assemblée élue et luttait pour la préservation de leur identité. Grâce à ce journal, la population canadienne française était de plus en plus éduquée et en mesure de connaître et défendre leurs droits . Le journal s'est porté à la défense des Canadiens-français en dénonçant les abus commis par les autorités britanniques. La devise du Canadien, « Nos institutions, notre langue et nos lois », résumait son rôle de défenseur de la nation canadienne-française face aux pressions assimilatrices des Britanniques, qui tentaient de monopoliser les sphères politique et médiatique .En conséquence, il a eu nombre de problèmes avec les autorités de l'époque et plusieurs de ses directeurs ont été emprisonnés arbitrairement.

## 1resérie: 1806-1810
Le journal Le Canadien est fondé à Québec en novembre 1806 par le chef du Parti canadien, Pierre-Stanislas Bédard, avec l'appui de plusieurs chefs du mouvement réformiste naissant : François Blanchet, Jean-Thomas Taschereau, Louis Bourdages, Joseph-Bernard Planté et Joseph Le Vasseur Borgia.
Le journal adopte pour devise la maxime juridique latine Fiat justitia ruat caelum (en français : « Que le ciel s'écroule, mais que justice soit faite »).
Le samedi 22 novembre 1806, le premier numéro sort des presses de l'imprimeur Charles Roi, qui en assure l'impression jusqu'au 7 février 1807, pour ensuite être remplacé par Charles Lefrançois, propriétaire de l'Imprimerie canadienne, située à Québec sur la rue Saint-François.
Le samedi 17 mars 1810, trois membres du conseil exécutif, Thomas Dunn, François Baby et John Young signent un warrant (mandat d'arrêt) contre l'imprimeur Charles Lefrançois. Au cours de l'après-midi, des soldats perquisitionnent dans l'atelier de l'Imprimerie canadienne, arrêtent Lefrançois, s'emparent du matériel d'impression, suppriment le numéro du jour et confisquent les papiers du Canadien,,. Les presses et les caractères saisis sont entreposés dans une voûte, tandis que les papiers confisqués sont déposés au palais de justice comme pièces à conviction en présence du juge de paix Ross Cuthbert. Une vingtaine de collaborateurs du journal à travers la province sont également emprisonnés.
Deux jours plus tard, les propriétaires du journal, Pierre-Stanislas Bédard, François Blanchet et Jean-Thomas Taschereau sont à leur tour jetés en prison, accusés de « pratiques traîtresses ».
L'imprimeur Lefrançois est relâché en août 1810, sans avoir subi de procès.
Philippe Aubert de Gaspé évoque les événements dans ses Mémoires:
« [Le Major Laforce], [c]et homme si gai, si spirituel, cet homme aussi loyal envers la couronne d’Angleterre, qu’il était patriote sincère et attaché à son pays, pensa néanmoins succomber sous la tyrannie du gouvernement pendant l’administration du chevalier Craig. Incarcéré à Montréal pour ses opinions politiques, comme le furent à Québec, le 17 mars 1810, les Bedard, les Blanchette, les Taschereau et autres sujets aussi loyaux que patriotes éminents, il faillit mourir dans un cachot des mauvais traitements qu’on lui fit subir. Il n’en fut pas moins un des premiers à voler à la frontière au secours de la patrie en danger, lorsque éclata la guerre de 1812 contre les Américains.Son caractère ferme et indomptable lui fit éprouver plus de mauvais traitements pendant sa détention qu’aucun autre des patriotes exposés aux persécutions de l’oligarchie ; je dois cependant en excepter Corbeille, qui mourut victime de la cruauté de ses bourreaux. Quant au major LaForce, il fut aux portes de la mort et ne dut la vie qu’à son tempérament de fer et à la trempe de son âme. »
— Philippe Aubert de Gaspé, Chapitre onzième de ses Mémoires

## 2e série: 1817-1819
Le Canadien renaît le 14 juin 1817 avec l'appui de quelques chefs du Parti canadien.  La rédaction en est confiée à Laurent Bédard, neveu de Pierre-Stanislas Bédard. Cette nouvelle mouture adopte la forme d'un petit in-quarto hebdomadaire de quatre pages sur deux colonnes, dont l'impression est confiée à François Bélanger. La publication s'interrompt le 15 décembre 1819.

## 3e série: 1820-1825
Dès le 19 janvier 1820, le journal reparaît sous l'impulsion de François Blanchet, son nouveau propriétaire et de Flavien Vallerand, chargé de l'impression et de la publication. La devise latine Fiat justitia ruat caelum est reprise.
Après la parution du numéro du 2 mars 1825, Flavien Vallerand annonce, dans une circulaire datée du 12 mars suivant, qu'il doit interrompre la parution du Canadien en raison de difficultés financières. La publication reprend brièvement le 17 août 1825 pour cesser de façon définitive quelques semaines plus tard.